# Transcripción regulada de cocaína y anfetamina
La Transcripción regulada de cocaína y anfetamina, también conocida como TRCA, es una proteína que se presenta en los humanos y es codificado por el gen TRCAPT. La TRCA parece tener funciones en la recompensa, la alimentación y el estrés, y que tiene las propiedades funcionales de un psicoestimulante endógeno.

## Función
La Transcripción regulada de cocaína y anfetamina es un neuropéptido que también sirve como neurotransmisor. Se produce un comportamiento similar en los animales a la cocaína y la anfetamina, pero por el contrario bloquea los efectos de la cocaína cuando se administran conjuntamente. El péptido se encuentra en varias áreas, entre ellas en el área tegmental ventral (ATV) del cerebro. Cuando la TRCA es inyectada en el ATV de una rata, se observa un aumento de la actividad locomotora, que es uno de los signos de la "estimulación central" causado por sustancias como la cocaína y las anfetaminas. Las ratas también tienden a volver al lugar donde habían sido inyectados. Esto se conoce como preferencia de lugar condicionada y se ve después de la inyección de cocaína. La TRCA se encuentra en los mismos lugares donde la cocaína y la metanfetamina actúan principalmente en el cerebro. Esto ha llevado a especular que la TRCA podría ser una "cocaína endógena".
Los péptidos de TRCA, en particular, la TRCA (55-102), parecen tener una función importante en la regulación de la homeostasis energética, e interacción con varios circuitos de apetito central. La expresión de TRCA es regulada por varias hormonas peptídicas periféricas encargadas en la regulación del apetito, incluyendo la leptina, colecistoquinina y grelina, con TRCA y colecistoquinina se obtienen efectos sinergéticos en la regulación del apetito.
La TRCA es liberada en respuesta a la liberación repetida de dopamina en el núcleo accumbens, y puede regular la actividad de las neuronas en esta área. la producción de TRCA es aumentada por la proteína CREB, una proteína que se cree que participan en el desarrollo de la adicción a las drogas,y la TRCA puede ser un importante objetivo terapéutico en el tratamiento del abuso de estimulantes.

## Distribución en tejidos
La TRCA es un péptido anorexígeno y se expresa ampliamente en los sistemas nerviosos central y periférico, particularmente concentradas en el hipotálamo. TRCA se encuentra afuera del sistema nervioso también expresado en las células endócrinas de la hipófisis, células suprarrenales, células de islotes de somatostatina, y en las ratas en las células antral de gastrina.

## Importancia clínica
Los estudios de TRCA (54–102) actuando en ratas, en el ventrículo lateral y en la amígdala sugieren que la TRCA desempeña un papel en la ansiedad como comportamiento, inducida por abstinencia de alcohol en ratas. Estudios de TRCA en ratas knock-out, indicaron que este modula el sistema locomotor, la preferencia de lugar condicionada, y la autoadministración de cocaína como psicoestimulante. Esto sugiere una acción de neuromoduladores positivos de TRCA en efecto psicoestimulantes en ratas. La TRCA se altera en el área tegmental ventral de las víctimas de sobredosis de cocaína, y una mutación en el gen TRCA asociados con el alcoholismo. Los péptidos de TRCA son inhibidores de la ingesta de alimentos (anorexígeno) y estrechamente vinculado a la leptina y al neuropéptido Y, dos importantes reguladores de la ingesta de alimentos. Los péptidos de TRCA también están involucrados en el miedo y en el susto.

## Historia
La TRCA fue encontrada al examinar los cambios en el cerebro después de la administración de cocaína o de anfetaminas. El ARNm de la TRCA aumenta con la administración de cocaína. Uno de los objetivos era encontrar una sustancia endógena anorexígena. La TRCA inhibe la ingesta de alimentos de ratas hasta en un 30 por ciento. Cuando péptidos TRCA de origen natural fueron bloqueados mediante la inyección de anticuerpos a la TRCA, la alimentación aumentó. Esto llevó a las sugerencias de que la TRCA puede desempeñar un papel - aunque no es el único péptido - en la saciedad. En finales de 1980, los investigadores comenzaron a sintetizar la cocaína y las sustancias como CART-como de acción con el fin de encontrar medicamentos que puedan afectar a los trastornos alimentarios, así como el abuso de cocaína. Estas sustancias como la cocaína se llaman feniltropanos.

## Receptores de TRCA
El objetivo de los receptores putativos para la TRCA no ha sido identificado hasta a partir de 2009, sin embargo los estudios in vitro recomiendan fuertemente que la TRCA se une a un específico receptor de proteína acoplada G acoplados a Gi / Go, originando un aumento de ERK liberada dentro de la célula.
Varios fragmentos de la TRCA han sido probados para tratar de descubrir el farmacóforo, pero los productos naturales de empalme TRCA 55-102 y de TRCA 62-102 aún de mayor actividad, con la actividad reducida de pequeños fragmentos de pensamiento para indicar que una estructura compacta de retención de los tres enlaces disulfuro de TRCA es preferible.